# 輔助處理器

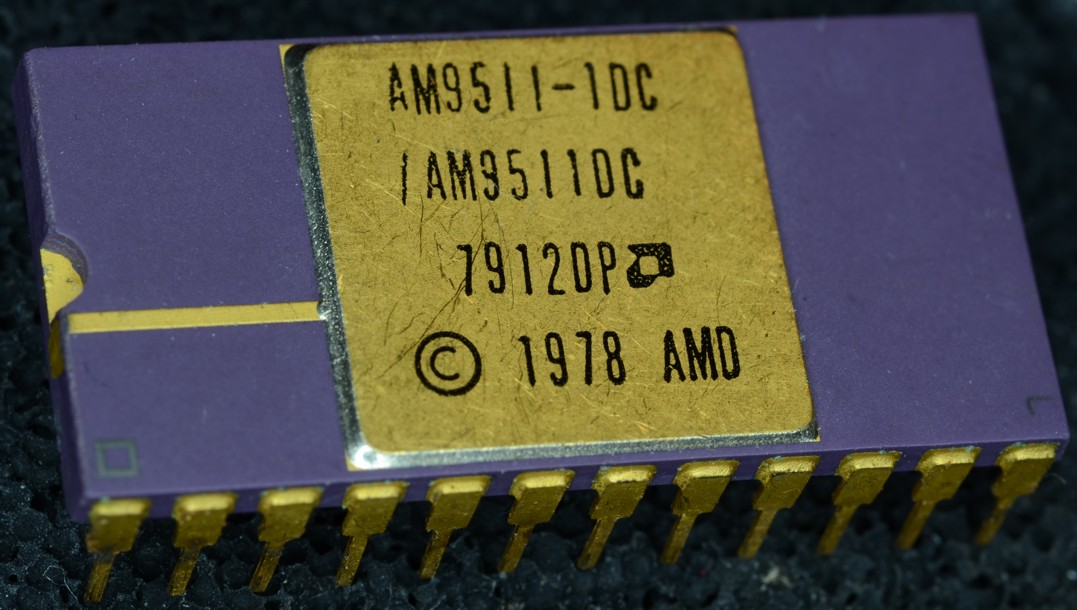
由AMD推出的AM9511-1算术协处理器

辅助处理器（英語：coprocessor），也译作协处理器，这是一种协助中央处理器完成其无法执行，或执行效率、效果低下的处理工作而开发和应用之处理器。这种中央处理器无法执行的工作有很多，比如设备间的信号传输、接入设备的管理等；而执行效率、效果低下的有图形处理、声频处理等。为了进行这些处理，各种辅助处理器就诞生了。需要说明的是，由于现在的计算机中，整数运算器与浮点运算器已经整合在一起，因此浮点处理器已经不算是辅助处理器。而内建于CPU中的协处理器，同样不算是辅助处理器，除非它是独立存在。
未來的处理器會有專用的接口接駁协处理器。2006年，ClearSpeed公司就联合AMD，推出数学协处理器卡。

## 现代PC协处理器
2006年，AGEIA發布PhysX物理加速卡，PhysX被设计来处理那些耗时复杂的物理计算。2008年，Nvidia收购AGEIA，NVIDIA將PhysX物理引擎，利用CUDA技術，由GPU加速運算
2008年，Khronos Group发布OpenCL，这是一个通用语言，支持ATI/AMD和Nvidia的GPU。
2012年，Intel發布Intel Xeon Phi协处理器。
2013年，苹果在iPhone 5s上內建M7运动协处理器，做為加速度計、陀螺儀和指南針等感測器的資料收集與處理。

## 主要分类
- 各类处理芯片（如GPU、声频处理芯片等）
- 接口控制芯片（如SATA接口控制芯片）
- 桥接芯片